# HMS Skaftö (M13)

HMS Skaftös vapen.

HMS Skaftö (M13) tillhörde tidigare 42. minröjningsdivisionen på Berga men avrustades senare. Hon var det fartyg som röjde minorna för att DC3:an i Catalinaaffären skulle kunna bärgas.
HMS Skaftö (17) har nu byggts om till lednings- och lagfartyg[förklaring behövs] för 17. amfibiebevakningsbåtkompaniet i Göteborg. Fartyget har bland annat fått ett ledningssystem, ombyggd kommandobrygga, ROV och nya motorer